# Primera batalla de Bedriacum
La primera batalla de Bedriacum, también conocida como primera batalla de Cremona, fue una de las dos batallas entre las fuerzas de Otón y Vitelio, dos aspirantes al trono del Imperio romano durante el «Año de los cuatro emperadores», tras las muertes de Nerón y Galba. Se libró el 14 de abril del 69 d. C. cerca de Bedriacum (actual Calvatone), a unos 35 km de Cremona, en la región de Lombardía. La batalla tuvo lugar en un área intermedia entre ambas localidades, de ahí su doble denominación.

## Antecedentes
Tras las batallas del Foro Julio y del Locus Castorum, y algunos enfrentamientos menores entre el ejército de Vitelio y el ejército otoniano de Marcio Macro, se decidió que Otón no dirigiría la batalla decisiva entre sus fuerzas. En su lugar, aguardaría el resultado al sur del río Po, en dirección a Brescello. Esta decisión implicó la pérdida de las valiosas cohortes pretorianas, que permanecieron con el emperador, así como de las unidades de exploradores y jinetes. Además, minó la moral de los que debían combatir, ya que solo confiaban en Otón, no en sus comandantes, de la misma manera que él solo confiaba en ellos.
Otón insistía en que se combatiera lo antes posible, conforme a lo decidido, aunque Suetonio Paulino, Mario Celso y Annio Galo se oponían. Argumentaban que los enemigos no podían recibir refuerzos, mientras que ellos pronto serían apoyados por la Legio XIV Gemina y contaban con muchas otras legiones disponibles para ayudarles. Además, el ejército enemigo carecía de trigo, y si la guerra se prolongaba hasta el verano, los germanos se debilitarían, al no estar acostumbrados al cambio climático. En cambio, ellos sí disponían de dinero, alimentos y soldados adaptados al clima de Italia, así como la posibilidad de defenderse durante largo tiempo gracias al río Po y a ciudades fortificadas como Placentia, que había resistido el asedio. Sin embargo, los verdaderos comandantes del ejército, a pesar de tener mucha menos experiencia, eran el hermano de Otón, Ticiano, como comandante supremo, y el prefecto del pretorio Licinio Próculo. Estos tomaban decisiones guiados por la adulación, evitando ser contradichos. Paulino y Celso, en cambio, no eran escuchados y servían solo para encubrir los errores de otros, al figurar oficialmente como comandantes.
Otón partió, y el ejército, desde Bedriacum, avanzó el campamento seis kilómetros hacia Cremona, donde discutieron cómo entablar combate. Luego, marcharon hacia la confluencia entre el Po y el Arda, a dieciséis kilómetros de distancia, para enfrentarse al enemigo, acercándose a poca distancia de este, que solo había recorrido seis kilómetros y estaba ligeramente armado. Celso y Paulino se opusieron a exponer a los soldados, ya que los enemigos estaban mucho más frescos y no dudarían en atacarlos. Sin embargo, un jinete númida llegó con la orden de Otón de acelerar los preparativos, mandato respaldado por Ticiano y Próculo, quienes impusieron su autoridad.

## La batalla
Ese mismo día, mientras Cecina supervisaba la construcción de un puente donde pronto Varo Alfeno y los bátavos combatirían contra Marzio Macro, recibió la noticia de la cercanía del enemigo. Al regresar al campamento, encontró que Fabio Valente ya había dado la señal de batalla. Mientras sorteaban las posiciones de las legiones en la formación, la caballería avanzó a toda velocidad, y solo la legio I Italica evitó que los pocos otonianos la hicieran retroceder tras la muralla. Cuando la caballería huyó ante el enemigo, la legión itálica desenvainó los dagas y amenazó a los fugitivos, obligándolos a retomar el ataque. Los vitelianos formaron su línea sin alboroto, ya que, aunque el enemigo estaba cerca, una espesura de los arbustos ocultaba sus armas, lo que evitó el temor entre las tropas.
Por el contrario, los otonianos enfrentaron en desorden al enemigo, con carros mezclados entre las tropas y un paso demasiado estrecho, incluso para una formación ordenada, debido a las profundas zanjas a ambos lados. Los soldados se agolpaban alrededor de sus estandartes o los buscaban, y reinaba la confusión entre quienes, según su valentía, buscaban posicionarse en la primera o en la última fila.
En el ejército de Otón se propagó un falso rumor de que las fuerzas de Vitelio lo habían abandonado y se había puesto de su lado. No se sabe si los espías de Vitelio difundieron esta mentira o si surgió dentro del propio ejército de Otón, pero lo cierto es que, tras abandonar su ardor guerrero, muchos otonianos saludaron inesperadamente al enemigo. Este respondió con un murmullo hostil, lo que llevó a muchos otonianos, ignorantes del motivo de aquel saludo, a temer una traición.
Poco después, la formación enemiga irrumpió con ímpetu, superando en número y ardor. Aunque dispersos, cansados y en desventaja numérica, los otonianos lucharon con valentía. La lucha se desarrolló a menudo en terreno accidentado, entre árboles y viñedos, en grupos desorganizados o muy unidos, mientras que en el camino elevado peleaban escudo contra escudo y cuerpo a cuerpo, tras agotar sus jabalinas.
Entre el Po y la calzada, por casualidad, se enfrentaron la legio XXI Rapax (de Vitelio) y la legio I Adiutrix (de Otón), siendo esta la primera batalla para la Adiutrix (aunque Tácito también la documenta en la batalla de Locus Castorum). Los primans, ávidos de gloria, derrotaron a la vanguardia enemiga y les arrebataron el águila  Los soldados de la vigesimoprimera, afligidos, reanimados y con ardor, repelieron a los primeros, arrebataron numerosos estandartes enemigos y mataron al legado enemigo Orfidio Benigno. En otro sector, la legio V Alaudae (de Vitelio) se enfrentó al destacamento de la legio XIII Gemina, de la que habla Tácito en la batalla de Locus Castorum, y esta última retrocedió. El vexillatio de la legio XIV, presente en el campo de batalla, fue rodeado por un número superior de soldados.
Mientras los líderes de la parte otoniana llevaban tiempo en fuga, Cecina y Valente dirigían las tropas de reserva, reforzando los puntos necesarios. En un momento dado, las cohortes bátavas de Alfeno Varo, tras su victoria contra Marzio Macro en el Po, llegaron y atacaron un flanco del ejército enemigo.

## Escape y rendición
Una vez roto el centro de la línea, los otonianos huyeron en desorden hacia Bedriacum, cuyo camino era largo y estaba sembrado de caídos, por lo que la carnicería fue enorme, ya que en las guerras civiles romanas no se tomaban prisioneros.
Suetonio Paulino y Licinio Próculo evitaron el campamento tomando rutas diferentes, mientras que, presas de un pánico irracional, los soldados fugitivos se rebelaron contra el legado de la XIII legión cuando este entró al campamento, aún de día. Lo insultaron y golpearon, acusándolo de deserción y traición, no porque fuera culpable, sino porque la turba suele reprochar a otros su propia debilidad. Ticiano y Celso escaparon gracias a la oscuridad, evitando así a la furia de los soldados. Señalaban que el ejército de Otón no había desplegado muchas tropas que estaban con el emperador, incluyendo destacamentos de tres legiones enviadas desde Moesia (VII Claudia, VIII Augusta y III Gallica) y numerosos soldados que permanecieron cerca de Bedriacum. A esto contraponían las enormes pérdidas sufridas por Vitelio: su caballería había sido rechazada y un águila capturada.
El ejército de Vitelio se posicionó a ocho kilómetros de Bedriaco, ya sea retrasar el ataque o para esperar la rendición. Esto ocurrió a pesar de que los soldados no tenían forma de protegerse por la noche, pues solo habían salido para combatir. Al día siguiente, los otonianos enviaron una embajada para negociar la rendición, que los vitelianos aceptaron. Abrieron entonces la muralla del campamento, y los soldados lloraron por las pérdidas de la guerra civil. Encontraron el cuerpo del comandante Orfidio y lo incineraron según la costumbre, y, aunque algunos cuerpos fueron enterrados, todos los demás se dejaron en el campo de batalla.

## Consecuencias
Otón, al enterarse del resultado de la batalla y haciendo caso omiso de quienes le aconsejaban continuar la guerra utilizando sus numerosos recursos militares y financieros (Tácito afirma que en las discordias civiles el dinero «vale mucho más que las armas»), decidió quitarse la vida. Murió el 16 de abril del año 69.